# Mórahalmi járás
A Mórahalmi járás Csongrád-Csanád vármegyéhez tartozó járás Magyarországon, amely 2013-ban jött létre. Székhelye Mórahalom. Területe 561,71 km², népessége 29 535 fő, népsűrűsége 53 fő/km² volt a 2012. évi adatok szerint. Egy város (Mórahalom) és 9 község tartozik hozzá.
A Mórahalmi járás a 2013-ban teljesen újonnan létrehozott járások közé tartozik, Mórahalom korábban soha nem volt járási székhely, sőt 1950-ig Szegedhez tartozott, ahogy a járás több más települése is.

## Települései
| Település    | Rang (2013. július 15.) | Kistérség (2013. január 1.) | Népesség (2012. január 1.) | Terület (km²) |
| ------------ | ----------------------- | --------------------------- | -------------------------- | ------------- |
| Mórahalom    | járásszékhely város     | Mórahalomi                  | 6 067                      | 83,15         |
| Ásotthalom   | község                  | Mórahalomi                  | 3 986                      | 122,54        |
| Bordány      | község                  | Mórahalomi                  | 3 262                      | 36,48         |
| Forráskút    | község                  | Mórahalomi                  | 2 336                      | 36,67         |
| Öttömös      | község                  | Mórahalomi                  | 698                        | 30,91         |
| Pusztamérges | község                  | Mórahalomi                  | 1 227                      | 24,39         |
| Ruzsa        | község                  | Mórahalomi                  | 2 522                      | 84,68         |
| Üllés        | község                  | Mórahalomi                  | 3 142                      | 49,93         |
| Zákányszék   | község                  | Mórahalomi                  | 2 743                      | 66,07         |
| Zsombó       | község                  | Szegedi                     | 3 552                      | 26,89         |